# Jojo (Mutiara Timur)
Jojo is een bestuurslaag in het regentschap Pidie van de provincie Atjeh, Indonesië. Jojo telt 1305 inwoners (volkstelling 2010).